# Eomystis rhodopis
Eomystis rhodopis är en fjärilsart som beskrevs av Edward Meyrick 1887. Eomystis rhodopis ingår i släktet Eomystis och familjen plattmalar. Inga underarter finns listade i Catalogue of Life.